# Gillian White
Gillian White, född 6 februari 1945, död 24 juli 2020, var en brittisk författare och journalist från Liverpool, vid sin död bosatt i Devon, England.
Flera av hennes romaner har filmatiserats som teveserier, bland annat, Rich Deceiver, The Beggar Bride, Mothertime och The Sleeper.